# Kaj Zack
Kaj Zack, Kaj Benny Zackariasson, född 26 mars 1960, död 2 mars 2023, startade bandet Strasse med Russ Ryden. Zack var fotomodell och lyckades knyta kontakter så att bandet kunde få Midge Ure från Ultravox som producent. Han startade även bandet Attaboy, som släppte singlarna, Land of Glory och Hungry Soul, som producerades av Harpo. De lyckades under den korta karriären bli nominerade som ett av de ”snyggaste banden i Sverige” av Veckorevyn.
Kaj Zack är också konstnär som numera lever i Stockholm och är gift. Han målar snabba skisser och sina oljor som han gör tryck av.